# Castell del Castellar
El castell del Castellar està situat al municipi d'Oliva, a la comarca de la Safor, de la província de València. Des de 2002, està declarat Bé d'interès cultural.

## Descripció historicoartística
Proper a la serra de Mostalla, en un enclavament paradisíac, es troben les ruïnes d'aquesta fortificació. És un castell d'època àrab (possiblement del segle xii). De fet, els investigadors P. Guichard i A. Bazana daten la construcció del castell en època taifal.
Aquest castell musulmà és relativament modern, donada la tipologia de torres quadrades i amb talussos. Tenia una funció estrictament militar, i per això, en deixar de tenir ús, va ser abandonat promptament, la qual cosa queda reforçada per l'escassetat de restes ceràmiques. El recinte del castell ocupa una superfície aproximada de 2.012 metres quadrats i s'hi accedeix a través d'una entrada colzada, que se'n troba situada al sud. Es distingeixen les muralles en què hi ha quatre baluards quadrangulars. Els més grans, que estan situats al sud, són els que asseguraven el control de l'accés al recinte, mentre que els més petits es troben a l'oest i l'est. Per l'orografia del terreny, a la part nord no era menester construir elements de defensa. A l'interior del recinte, es troben els basaments d'una torre. Es va construir amb la tàpia a partir de pissarres grans, terra i calç. A la part exterior del castell, es conserven aspectes ornamentals com ara una inscripció àrab.

## Jaciment ibèric del castell del Castellar
Aquest lloc va ser ocupat pels ibers, possiblement entre els segles v i i abans de la nostra era. El jaciment ibèric va tenir dues zones importants d'ocupació: 
La primera correspon al poblat, sobre la qual es va aixecar després l'estructura musulmana. Només en queden alguns segments de murs conservats amb les característiques pròpies d'aquest poblat, pedres de certa mesura acarades i travades en sec. La raó per la qual l'estructura del poblat no es troba sencera és que la construcció musulmana aixecada posteriorment en va desmuntar els murs i va aprofitar els blocs com a basaments de la nova construcció.
La segona és la necròpolis ibera als peus del poblat, a l'est del castell, cap a la carretera de Pego a Oliva. Les restes trobades en aquesta necròpolis són importants: s'hi han trobat nombrosos materials ceràmics, entre aquests, urnes funeràries decorades i algunes restes de metalls com espases i diferents instruments que es troben al Museu d'Arqueologia de Catalunya, a Barcelona.

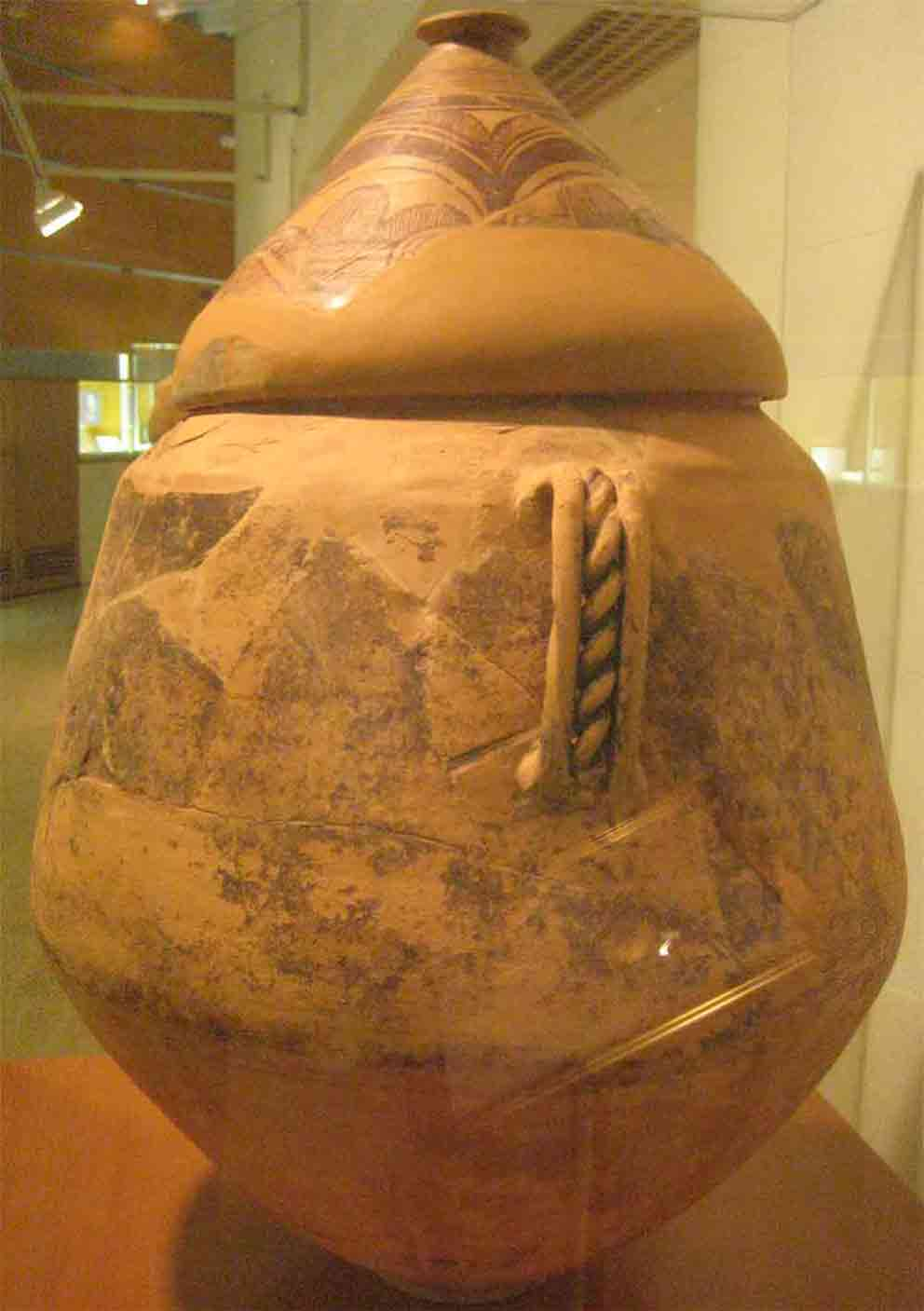
Urna ibèrica bitroncocònica amb tapa
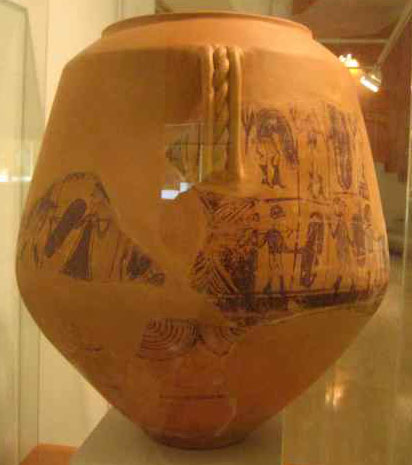
Urna ibèrica bitroncocònica amb representació de guerrers
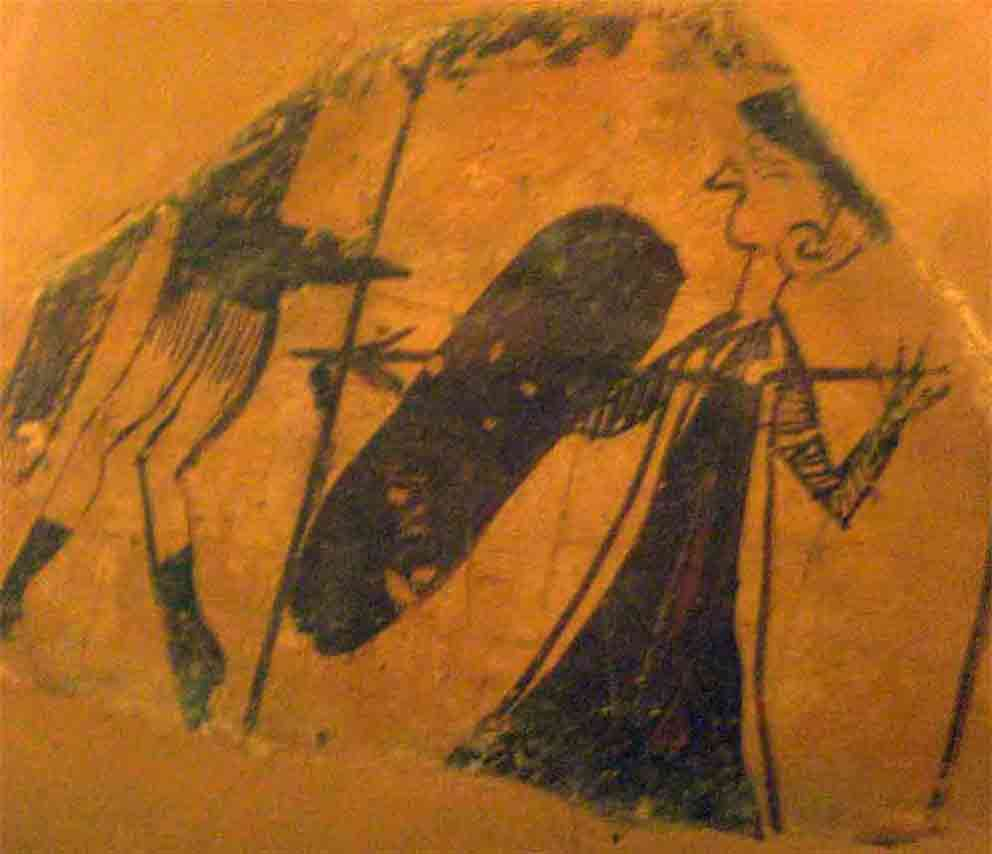
Detall d'una imatge femenina ballant que porta una llança i un escut
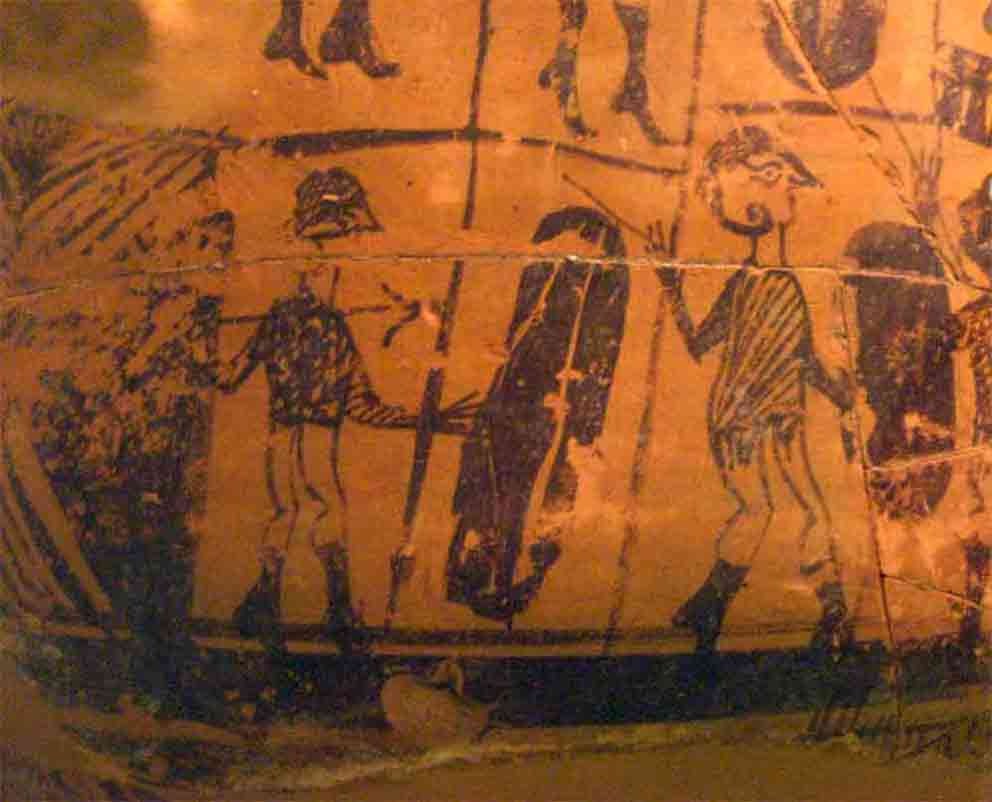
Detall de guerrers ibers ballant

## Etnografia dels ibers
Escriu Estrabó en el volum III de la seua Geografia dedicada a Ibèria que «l'iber és un poble peltasta i van equipats amb armament lleuger com un escut, una llança, una espasa curta, una fona i un punyal. Els ibers munten a cavall de dos en dos i quan entren en combat un d'ells va a peu. Tenien el costum de dur a sobre un verí semblant a l'api, indolor, de forma que el duien a punt per si hi havia circumstàncies no desitjades, i al fet que juren fidelitat i no poden sobreviure als qui s'han consagrat».
També diu que «les dones eren tan valentes en la guerra com els homes. Els marits aportaven el dot a les dones i les filles queden com a hereves i els germans són lliurats per aquestes a les seues mullers, ja que posseeixen una certa ginecocràcia».